# Nephrodopus enigma
Nephrodopus enigma är en skalbaggsart som beskrevs av Sharp 1873. Nephrodopus enigma ingår i släktet Nephrodopus och familjen Dynastidae. Inga underarter finns listade i Catalogue of Life.